# Wiedemannia aerea
 (juillet 2023).
Espèce
Wiedemannia aerea est une espèce de diptères (« mouches ») de la famille des Empididae.

## Description
Dans sa publication de 1967, François Vaillant (d) indique que cet insecte, mâle ou femelle, mesure 5,5 mm et présente des ailes mesurant 4,2 à 4,5 mm.

## Systématique
Le nom valide complet (avec auteur) de ce taxon est Wiedemannia aerea Vaillant, 1967.
Cette espèce a été initialement décrite par l'entomologiste français François Vaillant (1920-2021) sous le protonyme Wiedemannia (Chamaedipsia) aerea. Les spécimens types ont été collectés le 15 septembre 1966 dans le département des Hautes-Alpes (France).
Wiedemannia aerea a pour synonyme :
- Wiedemannia aerea Vaillant, 1967

## Publication originale
- (en) F. Vaillant, « La répartition des Wiedemannia dans les cours d'eau et leur utilisation comme indicateurs de zones écologiques [Diptera, Empididae] », Annales de Limnologie, France, vol. 3, no 2,‎ 1967, p. 267–293 (ISSN 0003-4088, lire en ligne, consulté le 26 juillet 2023).